# Rotundivalva blanda
Rotundivalva blanda is een vlinder uit de familie tastermotten (Gelechiidae). De wetenschappelijke naam van deze soort is voor het eerst geldig gepubliceerd in 1951 door Janse.
De soort komt voor in tropisch Afrika.